# Felton Messina
Felton Messina (1946 - 2021) se inició en la práctica del Karatedo en el año 1966 mientras estudiaba en la Universidad de Puerto Rico, recinto de Mayagüez, bajo la supervisión de su primer maestro, el puertorriqueño Edwin Hernández. Se inició con Hernández en la práctica del estilo Okinawa Kempo Karate-do. En el año 1968 se examina para el grado de cinta negra primer dan y recibe el certificado de manos del profesor Hernández. Felton Messina regresa graduado de ingeniero a la República Dominicana, su tierra natal, en el año 1969. A su llegada a Santo Domingo se da cuenta de que las únicas artes marciales que se practicaban eran el Judo y el Taekwondo. Un grupo de jóvenes al saber de su llegada a la nación dominicana le pidieron que les enseñara el estilo japonés de Karatedo que él había practicado en Puerto Rico. En el año 1969 nace la Asociación Kenpo karate la cual fue muy difundida en toda la República Dominicana. Desde la presidencia de la Federación Dominicana de Judo, Felton Messina, con el asesoramiento del presidente del Comité Olímpico Dominicano forma lo que hasta hoy se conoce como Fedoka (Federación Dominicana de Karate) la cual a su vez fue reconocida también por el Comité Olímpico Dominicano. Con el reconocimiento de Fedoka, Felton Messina entrega la Federación Dominicana de Judo y pasa a ser el primer presidente de la Federación Dominicana de Karate. El profesor Messina, a partir del año 1975, cambia del estilo Kempo al estilo Nihon Koden Shindo Ryu; bajo las enseñanzas del gran maestro Hiroyuki Hamada, natal de la provincia de Sendai, prefactura de Kagoshima, Japón.

## Contribución al Karatedo en República Dominicana
Felton Messina, además de haber sido de los pioneros del Karate en la isla de Puerto Rico, es también llamado el padre del Karate en la República Dominicana. Se ganó esa mención ya que fue la primera persona que llevó y difundió el Karatedo por todo el territorio dominicano, llegando a tener la Asociación Kenpo Karate, en la que el dirigía, más de 6,500 alumnos en todo el territorio de la República Dominicana. También Felton Messina es responsable de haber introducido el karate a la milicia de la República Dominicana, entretenándolos tanto en defensa personal como en Karate de competencia a nivel de las 3 instituciones armadas (Aviación, Ejército, Marina de Guerra así como en la Policía Nacional). Felton Messina fue entrenador de la Selección Dominicana de Karate, en varias ocasiones, ante los torneos panamericanos y mundiales de esta disciplina, pudo hacer campeones que dieron brillo al Karate nacional.
El profesor Messina es el primer Dominicano en escribir un libro sobre las prácticas del Karate específicamente sobre el estilo Nihon koden shindo ryu, publicado en el año 1979.
Actualmente el profesor Messina acaba de terminar su segundo libro sobre el Karatedo titulado «La Física del Karate y las preguntas no respondidas sobre este arte».

## Trayectoria en el Karate
Comenzó a practicar el estilo Nihon Koden Shindo Ryukarate en el año 1975 cuando el gran maestro Japonés Hiroyuki Hamada fue invitado, por el profesor Messina, a impartir clases del estilo de Karate que él había creado. El maestro Hamada' estuvo un mes en la República Dominicana
impartiendo clases a Messina directamente y también a los alumnos avanzados de la Asociación Okinawa Kempo Karate. Antes de regresar a Japón, el profesor Hamada evaluó bajo un extensivo examen a Felton Messina, obteniendo el grado de 3.er. Dan de manos del maestro Hamada. Felton Messina viajó cuatro veces a practicar al dojo del Maestro Hamada, donde fue promovido, a grados sucesivos hasta alcanzar el grado más alto que hay en el estilo Nihon Koden Shindo Ryu, denominado So shihan que traducido al español quiere decir «maestro de maestros» en el año 1999, ante la presencia de 10 de sus discípulos, de América, que lo acompañaron. El grado de So shihan dado al maestro Messina le da poder para expandir el estilo Nihon Koden Shindo Ryu Karate por todo el mundo excepto en el archipiélago Japonés. El maestro Messina ha difundido en la actualidad el estilo por los siguientes países: Venezuela, Puerto Rico, Estados Unidos, Cuba, Camboya y República Dominicana. Es el único Dominicano que ha podido expandir el Karate internacionalmente, fundando escuelas en los países más arriba mencionados.

## Grados obtenidos
Felton Messina en la actualidad posee el grado de So shihan (Gran Maestro) para todo el mundo excepto para Japón; en Japón posee el grado de 7.º. Dan. La Federación Mundial de Karate (FMK) le reconoció el grado de 7.º. Dan.
Posee también el grado de cinta negra 1.er. Dan, en el estilo de Iaido denominado Muso Shinden Ryu. Este grado fue tomado en Japón bajo la supervisión del maestro Iwagoro Setoguchi en el año 1977.